# Larivière-Arnoncourt
Larivière-Arnoncourt é uma comuna francesa na região administrativa de Grande Leste, no departamento de Haute-Marne. Estende-se por uma área de 20,32 km². Em 2010 a comuna tinha 120 habitantes (densidade: 5,9 hab./km²).